# Paskalis Bruno Syukur

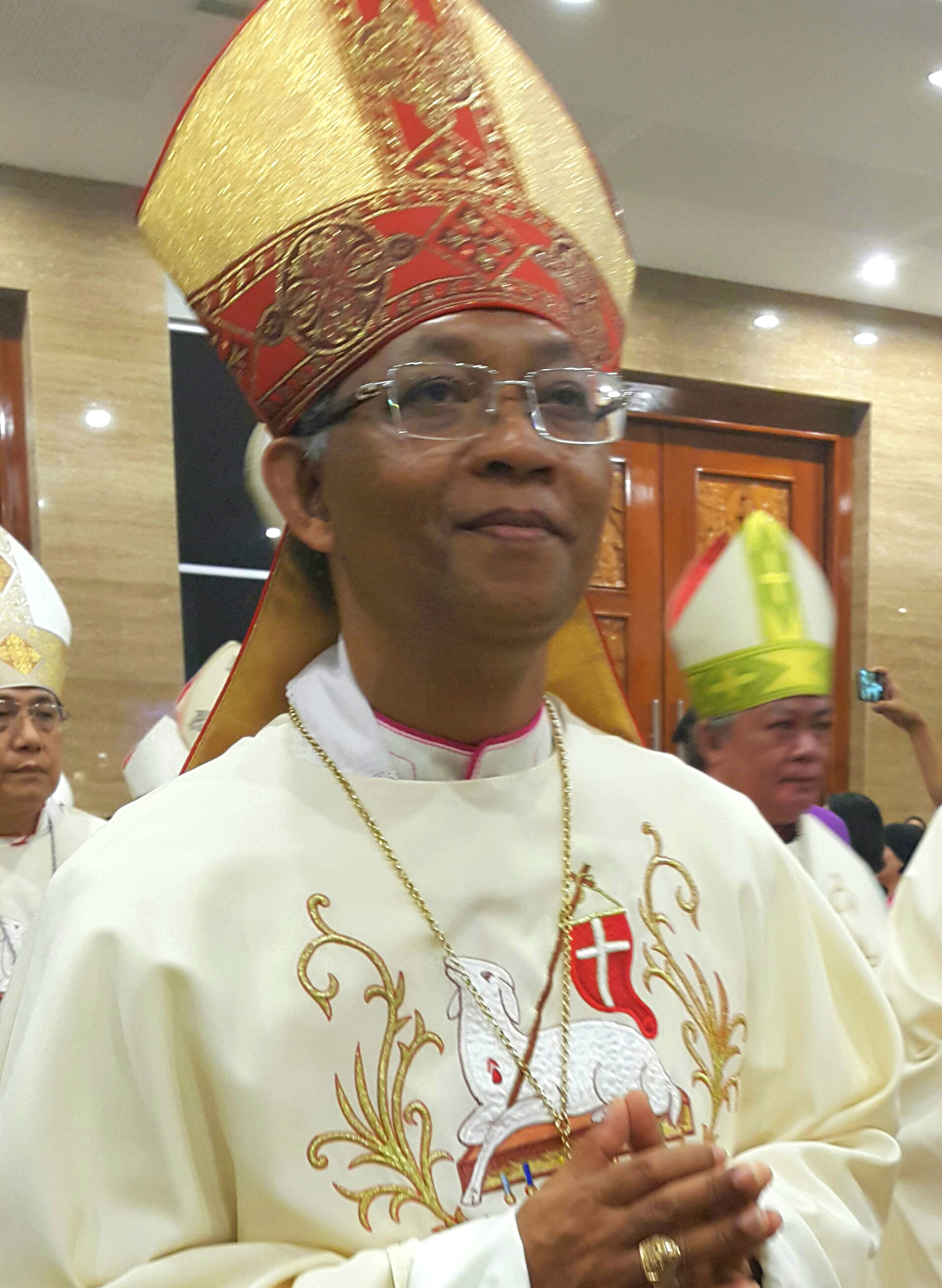
Paskalis Bruno Syukur, 2017

Paskalis Bruno Syukur OFM (* 17. Mai 1962 in Ranggu, Ost-Nusa Tenggara) ist ein indonesischer Ordensgeistlicher und römisch-katholischer Bischof von Bogor. Eine Erhebung zum Kardinal lehnte er ab.

## Leben
Paskalis Bruno Syukur besuchte die Grundschule in Ranggu und später das Kleine Seminar Pius XII. in Kisol. 1981 trat er der Ordensgemeinschaft der Franziskaner bei und legte am 22. Januar 1989 die feierliche Profess ab. Er studierte Philosophie an der Philosophischen Fakultät Driyakara in Jakarta und Katholische Theologie an der Theologischen Fakultät der Sanata Dharma University in Yogyakarta. Am 2. Februar 1991 empfing er in der Pfarrkirche St. Maria von den Engeln in Cipanas durch den Bischof von Bogor, Ignatius Harsono, das Sakrament der Priesterweihe.
Nach der Priesterweihe war Syukur zunächst als Seelsorger in Moanemani im Bistum Jayapura tätig. 1993 wurde er für weiterführende Studien nach Rom entsandt, wo er 1996 an der Päpstlichen Universität Antonianum ein Lizenziat im Fach Spiritualität erwarb. Nach der Rückkehr in seine Heimat wirkte Syukur als Seelsorger in der Pfarrei Saint Herkulanus und als Novizenmeister in Depok (1996–2001) sowie als Guardian der dortigen Franziskanerkommunität und als Mitglied des Provinzialrats (1998–2001). Danach fungierte er als Provinzialminister der indonesischen Ordensprovinz der Franziskaner. Ab 2009 war Syukur Generaldefinitor der Franziskaner für Asien und Ozeanien mit Sitz in Rom.
Papst Franziskus ernannte ihn am 21. November 2013 zum Bischof von Bogor. Sein Amtsvorgänger Cosmas Michael Angkur OFM spendete ihm am 22. Februar des folgenden Jahres im Sentul International Convention Center in Bogor die Bischofsweihe. Mitkonsekratoren waren der Bischof von Ruteng, Hubertus Leteng, und der Erzbischof von Jakarta, Ignatius Suharyo Hardjoatmodjo. Sein Wahlspruch Magnificat anima mea Dominum („Meine Seele preist den Herrn“) stammt aus dem Magnificat (Lk 1,46 ).
Am 8. Juli 2019 berief ihn Papst Franziskus zudem für fünf Jahre zum Mitglied der Kongregation für die Institute geweihten Lebens und für die Gesellschaften apostolischen Lebens. Am 6. Oktober 2024 kündigte Papst Franziskus an, ihn am 7. Dezember 2024 in das Kardinalskollegium aufnehmen zu wollen. Am 22. Oktober desselben Jahres hat Papst Franziskus die Bitte Syukurs angenommen, ihn nicht zum Kardinal zu erheben. Als Grund für die Bitte gab das Presseamt des Heiligen Stuhls an, Syukur wolle „in seinem priesterlichen Leben und in seinem Dienst an der Kirche und dem Volk Gottes weiter wachsen“.
In der Indonesischen Bischofskonferenz fungierte Syukur zudem von 2018 bis 2022 als zweiter Vizepräsident. Seit 2022 ist er Generalsekretär der Bischofskonferenz.